# Passapatanzy
Passapatanzy – jednostka osadnicza w Stanach Zjednoczonych, w stanie Wirginia, w hrabstwie King George.